# Euphrosine cirrata
Euphrosine cirrata är en ringmaskart som beskrevs av Sars 1862. Euphrosine cirrata ingår i släktet Euphrosine och familjen Euphrosinidae. Arten är reproducerande i Sverige. Inga underarter finns listade i Catalogue of Life.